# 松葉れいな
松葉 れいな（まつば れいな、1981年8月3日 - ）は、三重県出身の日本のモデル、タレント、実業家。株式会社エゴ所属。

## 来歴
高校時代、オーストラリアのトリニティ・アングリカン・スクール（英語版）に留学。帰国後、武蔵野女子大学短期大学部文科に英文専攻で入学。在学中から雑誌の読者モデルとして活動していた。
2006年11月に株式会社キャントレードジャパンを設立し、同社の代表取締役社長に就任した。
2014年4月14日に一般男性との入籍を発表。

## 人物
身長171センチメートル。血液型AB型。
趣味はショッピング、料理。特技は英会話。動物が大好きで、殺処分ゼロ活動・ボランティア活動にも精を出している。モーニング娘。メンバーの佐藤優樹のファンである。
漫画家でタレントの浜田ブリトニー、『筆談ホステス』の著者で東京都北区区議会議員の斉藤里恵、ハロー!プロジェクトおよび元モーニング娘。元メンバーの加護亜依と交流が深い。また、同郷のあべ静江と懇意にしている。

## 出演

### CM
- ワークウェイ
- エステフェイム
- 英会話のLADO（ラド・インターナショナルカレッジ日本校）

### 映画
- クローズZERO（東宝、2007年）
- 僕の彼女はサイボーグ（ギャガ、2008年）

### テレビドラマ
- 夫婦。（TBS、2004年）
- Happy!（TBS、2006年）

### テレビ番組
- ジャスト（TBS） - リポーター
- はなまるマーケット（TBS） - リポーター
- JNNニュースの森（TBS） - リポーター
- お父さんの為のショービス講座今週の1押しタレント（BS-i）
- ハッピーボーイズアワー爆笑おすピー問題!（フジテレビ）
- アッと驚く世界超人グランプリ（日本テレビ）
- 北野タレント名鑑（フジテレビ）
- 超豪華！新春大激突！大物芸人モノホンはどれだ！（TBS） - アシスタント
- マガドルTV（TBS）
- ガダルカナル・タカのでるネット編集部（BS-i）
- あっぱれさんま大先生（フジテレビ）
- フランスワイン紀行（BS-i）
- ハワイに恋して（TwellV）
- ドライブ A GO!GO!（テレビ東京）

### ラジオ番組
- 四谷二丁目宣伝部（文化放送）
- 和田琢磨のパリパリパリー（かわさきFM）
- 今週の1押しタレント（TOKYO FM）
- EMサンデー（エフエム浦安） - レギュラーMC
- Ring Ring（J-WAVE）
- 城島茂のどっち派?!（TBSラジオ）
- みんなのラヂオ（栃木放送）
- WIKI WIKI HAWAII 〜 Sea Breeze Harmony（InterFM）

### インターネット番組
- 浜田ブリトニーのぱねぇ！CH（@tv-AKIHABARA- あっ!とおどろく放送局）
- ワロップTV『夕焼けミンニャン』（WALLOP）

### 携帯サイト
- い〜よねっと

### イベント
- スーパーマンエンターテイメントお笑いライブ - レギュラーMC
- ろこどるフェスティバル
- ウクレレピクニック - ゲスト
- ハワイ愛 - イベントMC レギュラー/ゲスト

### ファッションショー
- MISS D CLUB
- MUSE by rimo

### DVD
- フランスワイン紀行
- 冷え症体ぽかぽか体操
- イメージDVD FATALE

## その他の活動

### プロデュース
- 美肌石鹸ゴートメイ
- レイレアジュエル